# Carinus
Marcus Aurelius Carinus, född omkring år 250, död år 285 var romersk kejsare från 283 till juli 285.
Carinus var äldste son till kejsar Carus, och gjordes till dennes medkejsare tillsammans med sin bror Numerianus. Han utsågs till sin fars ställföreträdare i Rom när denne gav sig ut på fälttåg mot Persien. Carus dog i Mesopotamien i augusti 283 "av blixten", och Numerianus strax därpå under oklara omständigheter på hemvägen. En soldat i broderns följe, Diocletianus, utropades till kejsare, och drabbade samman med Carinus vid floden Margus. Carinus segrade, men mördades av en av sina egna officerare i Moesia.